# Carbostick
Carbostick est une marque de baguettes de batterie, elle produit des baguettes composées de fibre de carbone, leur donnant une forte résistance et une longue durée de vie. Leur coût est plus élevé que les baguettes en bois, mais l'investissement se retrouve sur la durée.
À l'inverse des baguettes traditionnelles, l'olive ne s'use pas, mais la baguette casse net à environ 3 cm de l'olive, le plus souvent.
Souvent utilisées par des batteurs de metal, elles sont plus épaisses et plus lourdes que les baguettes traditionnelles, donnant lieu à un jeu spécial, d'où la réticence de certains batteurs à les utiliser car leur son est caractéristique.
Elles apportent un son plus clair sur les cymbales, mais  elles ont une facheuse tendance à esquinter les cymbales crash à la longue (laissant entre autres des traces noires en raison de leur couleur lors de coup trop forts). Elles font souvent, par leur masse plus grande, taper le batteur plus fort d'où la détérioration du matériel.
Elles sont donc peu propices à un jeu calme et discret demandé par exemple en jazz.
Des baguettes en carbone sont par exemple utilisées par Joey Jordison (Slipknot).